# おんなになあれ (曲)
「おんなになあれ」は、森川美穂の6枚目のシングル。1987年3月5日にVAPから発売された。

## 解説
- VAP時代の森川の楽曲の中で最多の売上を記録した楽曲で、前作「姫様ズーム・イン」に続いてミノルタカメラ『AFテレ』のCMソングとして使われた。
- また、同年には本曲の名を冠した自身のアルバム『おんなになあれ』がリリースされている。
- この曲について、2007年（平成19年）8月号の『EX大衆』の特集で「八神純子や大橋純子の歌が好きだったので、初期のアイドル路線は抵抗があった。ルックスだってアイドル向きじゃなかったし。そんな私の転機となったのが「おんなになあれ」。飛鳥涼の詞と曲ですが、アーティストの楽曲への思い入れを肌で感じ、言葉へのこだわりが芽生えた」と語っている。
- この曲に関して飛鳥涼は「『制服を脱いで1人のおんなとして恋をしたら美穂はどんな恋をするんだろう』と思ってこの歌を作ったんだよ」と、レコーディング・スタジオで森川に話をした（『HER-Best 1985-1989』添付ブックレットのライナーノーツより）。
- 東芝EMI移籍後の1996年にリリースされたベスト・アルバム『HER-Best 1985-1989』には、初回限定盤のみボーナス・トラックとしてアカペラバージョンによる本曲が収録。
- この曲で『ザ・ベストテン』に初登場（1987年4月2日）。当日は「ザ・ベストテン延長戦」という特別企画で、通常より放送時間を延長した90分間の放送であった。そのためこの日ランキング19位であった森川も歌うことはできたのだが、それまで進行が押しに押しており、歌唱は1番だけ（サビの繰り返しもなし）、演奏終了間際にスタッフロールが流れ出し、演奏終了直後に本番終了、という慌ただしさであった。
- B面『ひとりぼっちのセレモニー』はアルバム『おんなになれ』ではミックスの異なるバージョンが収録されている。シングルバージョンはアルバム『1/2 Contrast』の1999年再発売盤のボーナス・トラックに収録されている。

## 収録曲
（編曲：小林信吾）
1. おんなになあれ [3:50]
作詞・作曲：飛鳥涼
  - ミノルタカメラ『AFテレ』CMソング
2. ひとりぼっちのセレモニー [3:51]
作詞：佐藤純子、作曲：小森田実

## 収録アルバム
- おんなになあれ (#1,2)
- HER-Best 1985-1989 (#1、シングルバージョンとアカペラバージョン)
- おんなになあれ+2 (#1,2)

## カバーした歌手
- 水樹奈々(2002年) - シングル「POWER GATE」カップリングに収録。森川以外の歌手による初のカバーとなった。